# Бокова (деревня)
Бокова — деревня в Абатском районе Тюменской области России. Входит в состав Банниковского сельского поселения.

## История
В «Списке населенных мест Российской империи» 1871 года издания (по сведениям 1868—1869 годов) населённый пункт упомянут как казённая деревня Бокова Ишимского округа Тобольской губернии, при реке Ишим, расположенная в 55 верстах от окружного центра города Ишим. В деревне насчитывалось 83 двора и проживало 527 человек (257 мужчин и 270 женщин).
В 1926 году в деревне имелось 150 хозяйств и проживало 804 человека (404 мужчины и 400 женщины). Функционировала школа I ступени. В административном отношении Боково (Набокина) являлось центром Боковского сельсовета Абатского района Ишимского округа Уральской области.

## География
Деревня находится в юго-восточной части Тюменской области, в лесостепной зоне, в пределах Ишимской равнины, на правом берегу реки Ишим, на расстоянии примерно 15 километров (по прямой) к юго-западу от села Абатское, административного центра района. Абсолютная высота — 69 метров над уровнем моря.

### Часовой пояс
Бокова, как и вся Тюменская область, находится в часовой зоне МСК+2. Смещение применяемого времени относительно UTC составляет +5:00.

## Население
| 1989 | 2002 | 2010 |
| ---- | ---- | ---- |
| 184  | ↘143 | ↘122 |

Гендерный состав
По данным Всероссийской переписи населения 2010 года в гендерной структуре населения мужчины составляли 50 %, женщины — соответственно также 50 %.
Национальный состав
Согласно результатам переписи 2002 года, в национальной структуре населения русские составляли 84 % из 143 чел.

## Инфраструктура
В деревне функционирует фельдшерско-акушерский пункт.
Так же есть государственная библиотека.

## Улицы
Уличная сеть деревни состоит из трёх улиц.